# Harold Sealy Woodhouse
Harold Sealy Woodhouse, britanski general, * 1894, † 1943.